# Malta (banda)
Malta é uma banda de rock formada na cidade de São Paulo (SP), em 2013. 
É composta atualmente por Thor Moraes (guitarrista), Diego Lopes (baixista), Adriano Daga (baterista) e João Gomiero (vocalista). A banda ganhou notoriedade após sua vitória na 1.ª temporada do show de talentos Superstar, da Rede Globo.
O som do grupo pode ser descrito como rock country e post-grunge. Seu som também é descrito como "rock romântico".

## História

### Início: Superstar e auge
Antes da formação da banda, os seus integrantes já se envolviam em trabalhos relacionados à música. O primeiro vocalista, Bruno César Paiva Cerboncini, conhecido como Bruno Boncini (São Paulo, 10 de janeiro de 1989) cantava em bares, tendo se apresentado em parceria com o cantor Hudson Cadorini, da dupla sertaneja Edson & Hudson. Adriano Daga trabalhava em estúdios musicais e se afastou das atividades para se dedicar à Malta, alguns meses antes do programa Superstar. Diego Lopes se ocupava como músico e com desenvolvimento de sites e aplicativos. Giu Daga, irmão de Adriano, era originalmente um dos guitarristas da Malta, porém a abandonou logo após a sua inscrição no reality show, que viria revelar a banda para o público e alça-la para o sucesso nacional.
"O "SuperStar" veio como uma grande surpresa para a Malta, estávamos em estúdio preparando novas músicas para soltar na internet e dar inicio a divulgação da banda quando surgiu a oportunidade", disse o vocalista, Bruno Boncini.
Através de um amigo souberam da abertura das inscrições para o programa e resolveram mandar o material, na verdade ainda nem tinham o material, a banda era muito nova, saíram correndo atrás de fotos, vídeos e gravações especialmente para o programa. Depois de algum tempo a produção entrou em contato com a banda interessada no trabalho, foi aí que tudo começou.

Apesar da banda Malta ter sido uma novidade, tanto no programa como fora dele, os integrantes já eram músicos com vários anos de carreira:
"Já tivemos diversas bandas anteriormente e estamos há anos na luta por um lugar ao sol, porém quando é para ser, não tem quem segura. hoje fica claro que tudo foi ponte para chegarmos até este momento", conta Bruno, "O nascimento da Malta aconteceu ao vivo em rede nacional".
Como premiação pelo primeiro lugar no Superstar, cada um dos integrantes da banda ganhou um carro 0 Km e também um contrato com a Som Livre. Depois de assinar com a gravadora, ela passou a produzir seu álbum de estreia. O primeiro single, "Diz pra Mim", foi um grande sucesso na parada Brasil Hot 100 Airplay, alcançando a 22.ª posição na tabela. A música foi a mais tocada de seu gênero nas rádios brasileiras. A música foi tema do casal Laura e Caique, protagonista da novela das sete Alto Astral, da Rede Globo.
O primeiro álbum da banda, Supernova (2014), obteve certificação de Disco de Platina Tripla, por suas vendas — foram mais de 280 mil cópias comercializadas — e terminou como o álbum nacional mais vendido da loja digital iTunes em 2014.
No final do ano, gravaram a canção "Então É Natal", em parceria com a dupla Victor & Leo, presente no álbum natalino Natal em Família 2.
A notabilidade conquistada por Malta a fez ser indicada para diversas premiações; inclusive dois trabalhos da banda foram nomeados ao Grammy Latino. "Diz pra Mim" foi eleita a Música do Ano durante a premiação Melhores do Ano, do ano de 2014. Em 15 de dezembro, o Google divulgou a lista dos artistas mais buscados no ano e na categoria bandas e duplas, a Malta foi a mais buscada do ano. O Capricho Awards escolheu a mesma como Revelação do Ano, também em 2014.
O primeiro videoclipe produzido em estúdio foi do single "Diz pra Mim", que teve mais de 400 mil visualizações na plataforma YouTube nas primeiras 24 horas. O segundo videoclipe foi da música "Memórias (Come Wake Me Up)", segundo single do primeiro álbum da banda. E o terceiro videoclipe produzido foi para a música "Supernova" (que também faz parte do primeiro álbum) com imagens de shows da "Turnê Live The Dream" pelo Brasil todo.

### Saída de Bruno Boncini e entrada de Luana Camarah
Nova Era (2015), foi o segundo álbum de estúdio e atingiu seu ápice na quarta colocação dos CDs mais vendidos, recebendo um Certificado de Ouro.
Em 2 de junho de 2016, a banda emitiu um comunicado avisando que Bruno Boncini deixaria de integrar a Malta para seguir carreira solo. Segundo Boncini, essa decisão foi tomada em conjunto com os demais integrantes do grupo de maneira amigável, em vista que os pensamentos do até então vocalista não iam de acordo com o dos outros integrantes.
Dois meses depois, Luana Camarah foi anunciada como a nova vocalista da banda. Ela foi escolhida no reality show "Malta – Faça Parte Desse Sonho". O anúncio foi feito no programa Encontro com Fátima Bernardes, da Globo. Para marcar a estreia, o grupo lançou também em seu canal no Youtube a música "Indispensável para Mim", já na voz da cantora. Em novembro do mesmo ano, a banda lançou seu terceiro álbum de estúdio, Indestrutível, já com a nova integrante.
Em março de 2018, a banda lançou o single "Amor Proibido", que virou o tema de abertura da versão brasileira da novela turca Aşk-ı Memnu, que no Brasil foi nomeada como Amor Proibido. Em outubro do mesmo ano, lançam single “Pátria Amada”, com Carlinhos Brown na percussão e Rodrigo Lombardi fazendo uma narração no meio da canção.

### Novas mudanças na formação
Após pouco mais de 3 anos (2016-2019) junto com a banda, Luana Camarah deixou os vocais que a partir de 2020 foi assumido por Thor Moraes, até 2022.
Em 15 de fevereiro de 2019, foi anunciado o lançamento do álbum Malta IV.
Em 3 de março de 2022, a banda anunciou João Gomiero como novo vocalista.

## Integrantes

### Formação atual
| Nome         | Função                           | Período         |
| ------------ | -------------------------------- | --------------- |
| Thor Moraes  | guitarrista e vocalista de apoio | 2013 - presente |
| Diego Lopes  | baixista                         | 2013 - presente |
| Adriano Daga | baterista                        | 2013 - presente |
| João Gomiero | vocalista                        | 2022 - presente |

### Ex Integrantes
| Nome          | Função      | Período     |
| ------------- | ----------- | ----------- |
| Bruno Boncini | vocalista   | 2013 - 2016 |
| Giu Daga      | guitarrista | 2013 - 2014 |
| Luana Camarah | vocalista   | 2016 - 2020 |

## Discografia
- Supernova (2014)
- Nova Era (2015)
- Indestrutível (2016)
- Malta IV (2019)
- Malta - Ao Vivo em Paranavaí (2023)
- Tempo (2024)

## Filmografia
| Programa | Programa  | Programa    | Programa                   |
| Ano      | Título    | Papel       | Notas                      |
| -------- | --------- | ----------- | -------------------------- |
| 2014     | Superstar | Eles mesmos | Participantes / Vencedores |

## Prêmios e indicações
| Ano  | Prêmio                                | Categoria                | Indicação     | Resultado |
| ---- | ------------------------------------- | ------------------------ | ------------- | --------- |
| 2014 | Capricho Awards                       | Revelação do Ano         | Banda Malta   | Venceu    |
| 2014 | Geração Z Awards                      | Música do Ano – Nacional | Diz Pra Mim   | Venceu    |
| 2014 | Geração Z Awards                      | Clipe Nacional           | Diz Pra Mim   | Indicado  |
| 2014 | Geração Z Awards                      | Revelação Nacional       | Banda Malta   | Indicado  |
| 2014 | Geração Z Awards                      | Banda Nacional           | Banda Malta   | Indicado  |
| 2014 | Prêmio F5                             | Hit do Ano               | Diz pra Mim   | Venceu    |
| 2014 | Prêmio Rock Show                      | Revelação                | Banda Malta   | Venceu    |
| 2014 | Prêmio Rock Show                      | Melhor Vocalista         | Bruno Boncini | Venceu    |
| 2014 | Prêmio Rock Show                      | Melhor Baixista          | Diego Lopes   | Venceu    |
| 2014 | Retrospectiva UOL                     | Revelação                | Supernova     | Venceu    |
| 2014 | Troféu Domingão Melhores do Ano       | Música do Ano            | Diz pra Mim   | Venceu    |
| 2015 | Capricho Awards                       | Grupo Nacional           | Banda Malta   | Pendente  |
| 2015 | Grammy Latino                         | Álbum de Rock Brasileiro | Supernova     | Indicado  |
| 2015 | Grammy Latino                         | Melhor Canção Brasileira | Diz Pra Mim   | Indicado  |
| 2015 | Prêmio Extra de Televisão             | Tema de Novela           | Diz Pra Mim   | Indicado  |
| 2015 | Prêmio Jovem Brasileiro               | Música do Ano            | Diz Pra Mim   | Venceu    |
| 2015 | Prêmio Jovem Brasileiro               | Melhor Banda Jovem       | Banda Malta   | Venceu    |
| 2015 | Prêmio Multishow de Música Brasileira | Melhor Grupo             | Banda Malta   | Indicado  |
| 2015 | Troféu Internet                       | Revelação do Ano         | Banda Malta   | Indicado  |

## Turnês
| Ano     | Título                    | Ref.   |
| ------- | ------------------------- | ------ |
| 2014-16 | Malta 2014 Live The Dream | [ 21 ] |